# Astilbe
Astilbe é um género botânico pertencente à família Saxifragaceae.